# 格林纳达
格林纳达（英語：Grenada）是美洲西印度群岛中向风群岛南部的英聯邦国家。首都圣乔治。农业和旅游业是经济的基础，主要农产品肉豆蔻产量约占世界总产量的三分之一，仅次于印度尼西亚而居世界第二位。

## 历史

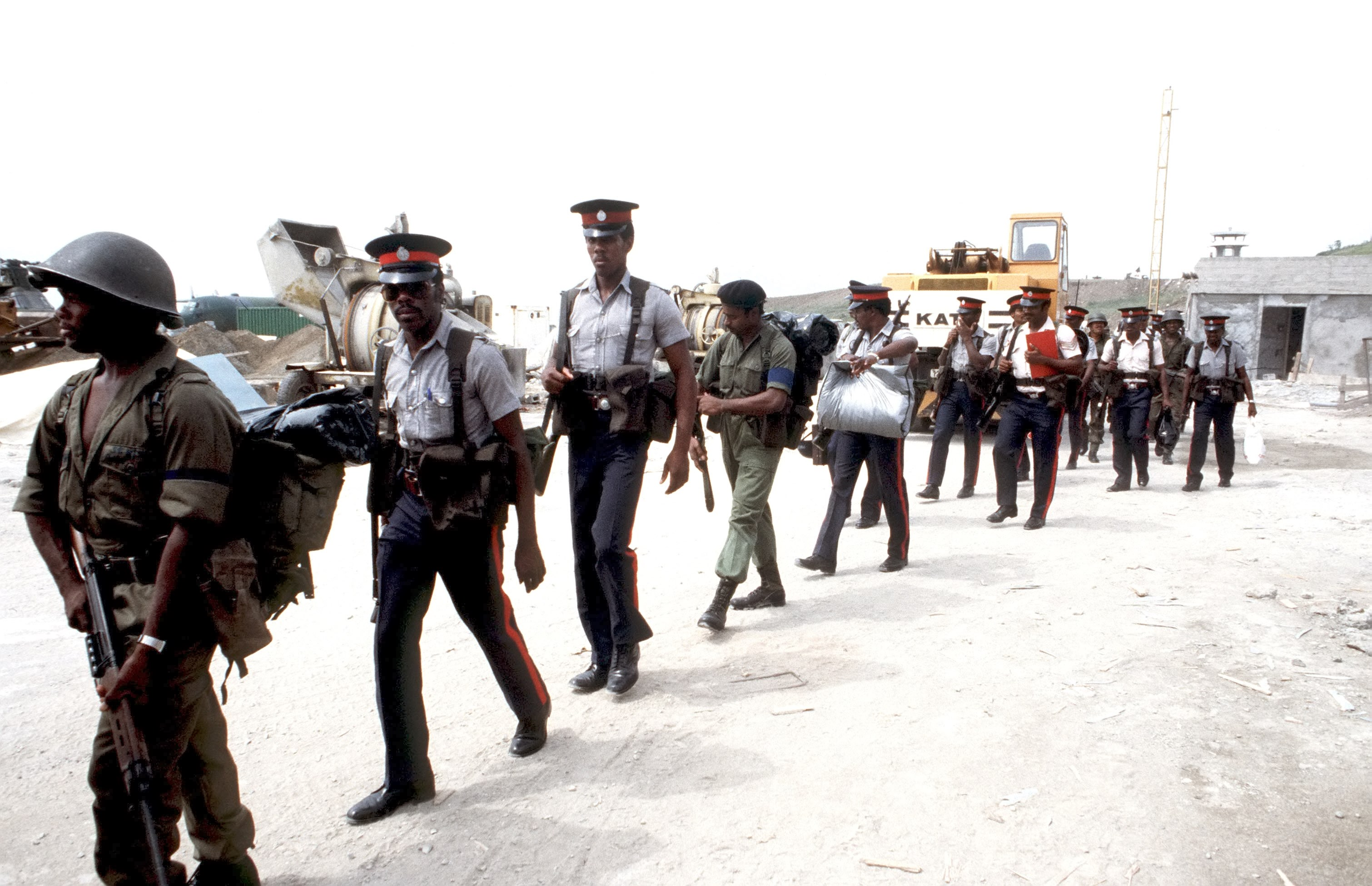
參與緊急狂暴行動入侵格瑞那達的東加勒比防衛隊

格林纳达于1498年8月15日为哥伦布发现，命名为「La Concepción」，1609年被英国占领，1650年沦入法国之手，1762年又被英国夺回，1779年法国再度占领，1783年依凡尔赛条约正式划归英国版图。1958年起逐渐获得自治。1967年为聯繫邦，内政自主，外交国防由英国代掌。
1974年2月7日宣布独立，但仍為英联邦成员、奉英國君主為格瑞那達君主，並由總督代表至今。立國時由联合劳工党领袖埃里克·蓋里出任总理。
1979年3月13日，左派人民革命党发动政变，驱逐埃里克蓋，该党领袖莫里斯·畢曉普建立共產政權担任总理，其後废止宪法、解散国会。1983年10月13日激進派副总理柯尔联合陆军司令奥斯汀发动政变，畢曉普及三位部长遭杀害。美国联合地区盟友趁乱入侵格林纳达。后扶持亲美反共的临时政府。1984年12月3日国会大选，由三派联合的新国家党以14比1多数获胜。此后由新国家党和民族民主大会党輪流執政。

## 外交
海峡两岸：1985年10月1日，格林纳达与中华人民共和国建交。1989年7月20日与中华民国建交，7月31日中华民国在格林纳达设立大使馆，8月7日格林纳达與中華人民共和國斷交，2005年1月20日復交。

## 地理

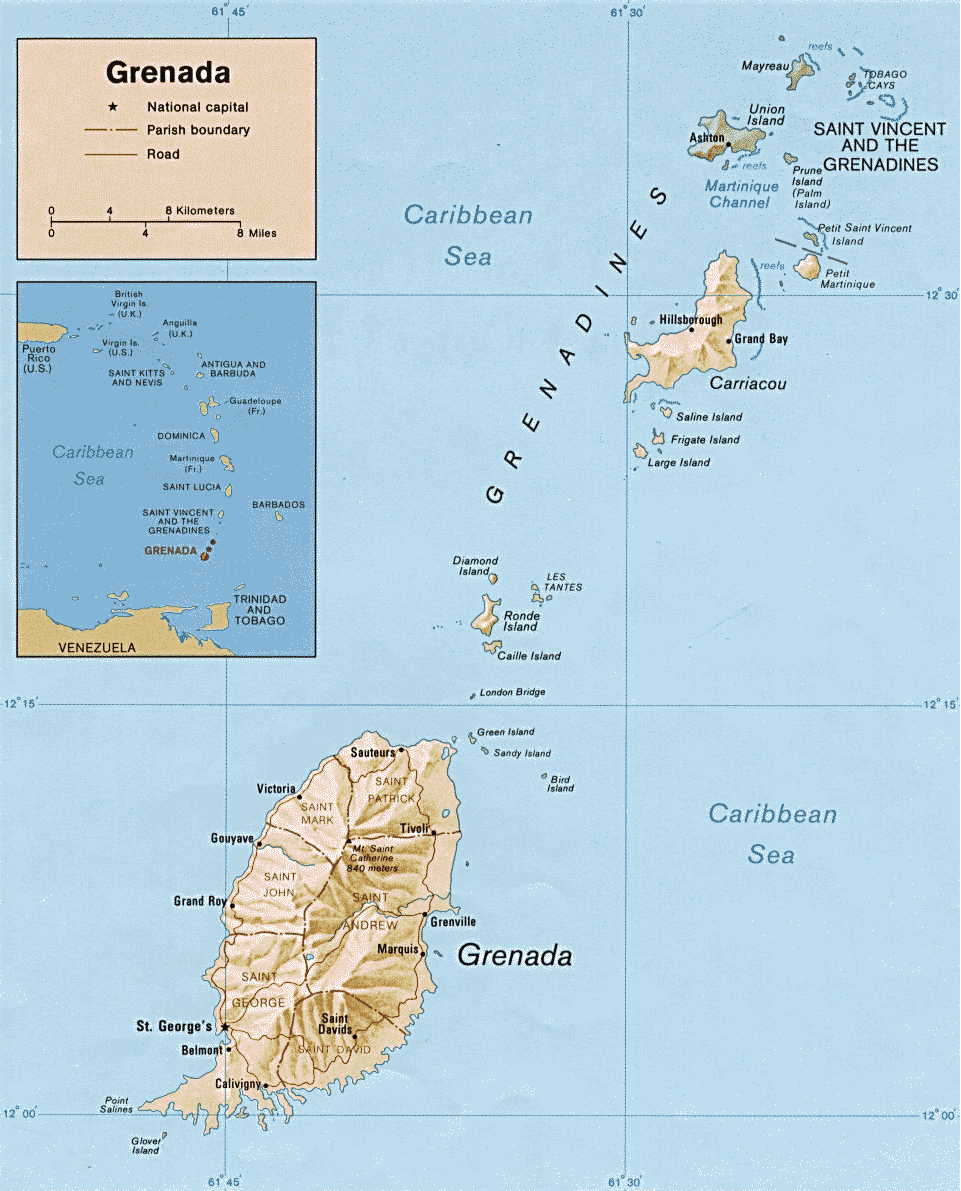

格林纳达西濒加勒比海，东临大西洋，南和委内瑞拉、特立尼达和多巴哥隔海相望，东北是巴巴多斯，由格林纳达本岛及一部分的格林納丁斯群島组成，格林纳达本岛约占90%。
多山，主要由死火山构成，最高峰圣凯瑟琳山海拔840米，河川遍布全岛。
热带气候，年平均气温26℃；年降水量约1900毫米；富热带森林。

## 行政区划
全国划分为六个区和一个屬地卡里亚库和小马提尼克。
六个区为：
- 聖馬克區
- 聖帕特里克區
- 聖約翰區
- 聖安德魯區
- 聖喬治區
- 聖戴維區

## 体育
2012年倫敦奧運会上，在美國讀大學的格林纳达男運動員基拉尼·詹姆斯在400米短跑跑出43.94秒，奪得該國史上第一金，也是該國的首枚獎牌。之后他又在里约奥运会和东京奥运会上分别获得银牌和铜牌。

## 节日
- 新年1月1日
- 独立日2月7日
- 耶稣受难日 （時間不定，與复活节有關）
- 复活节后的星期一 （時間不定，與复活节有關）
- 劳动节5月1日
- 五旬節 （時間不定，與复活节有關）
- 解放节8月1日
- 狂欢节8月第2个星期一和星期二
- 感恩节10月25日
- 圣诞节12月25-26日

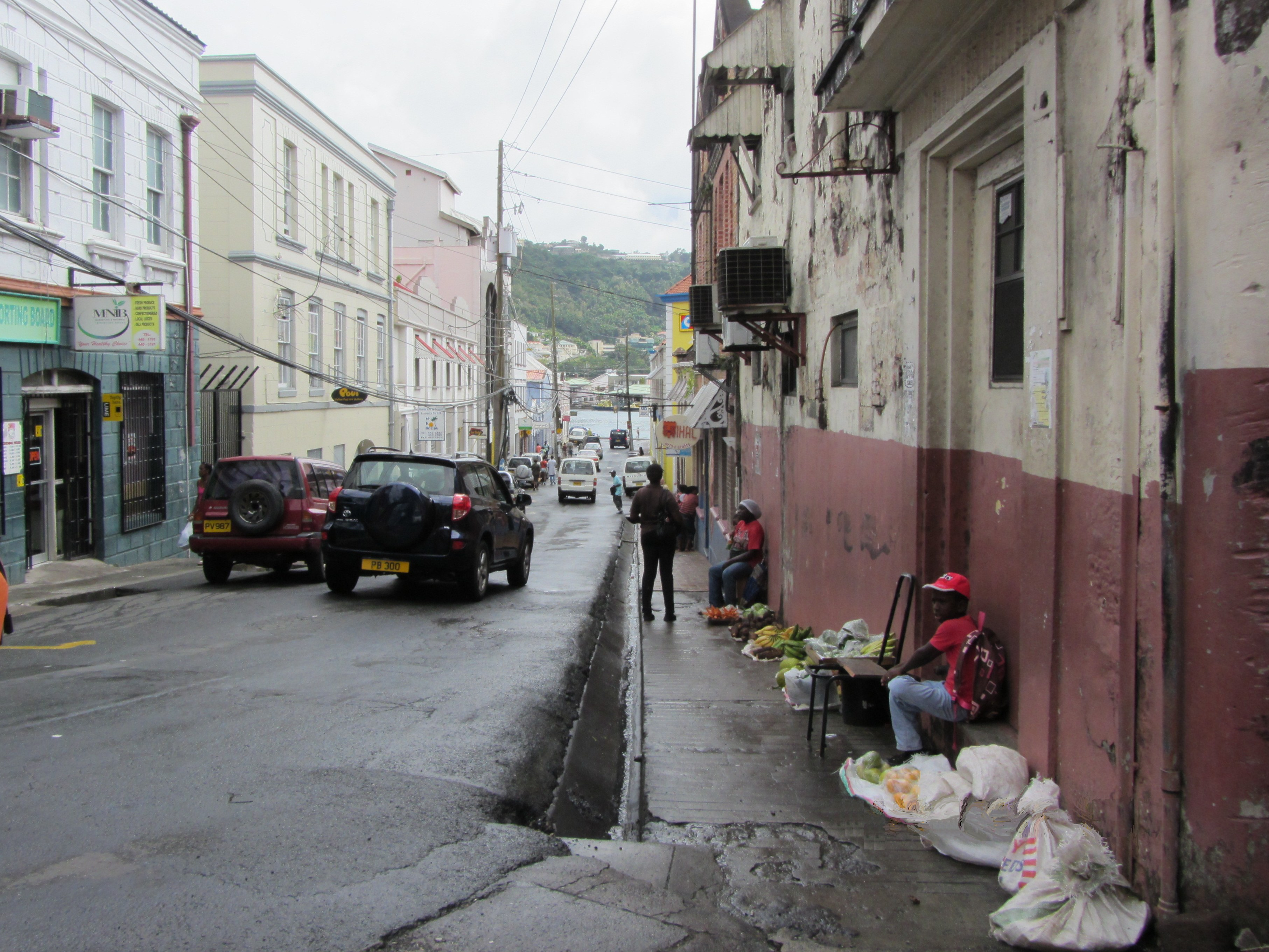
圣乔治街頭
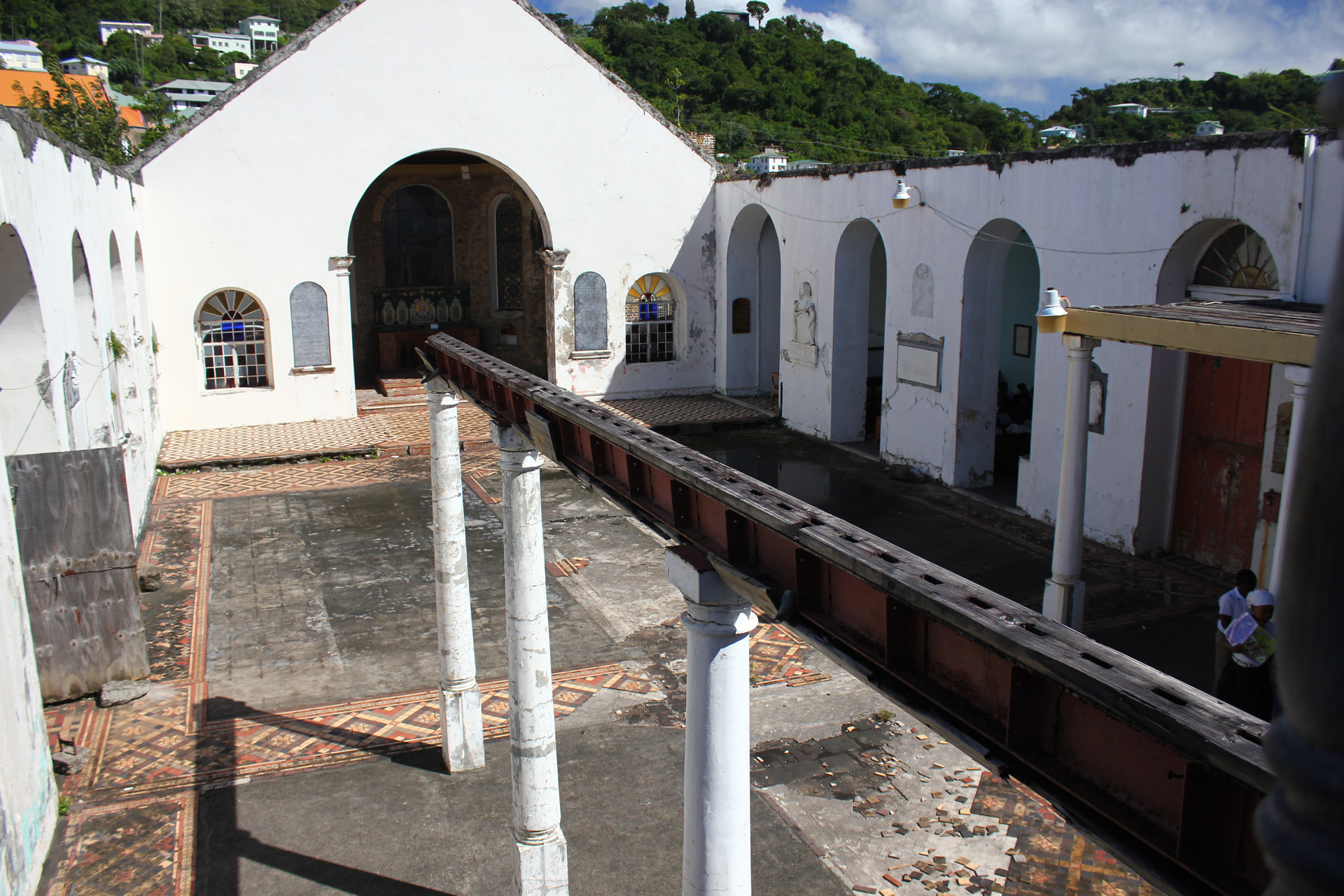
圣乔治的老教堂
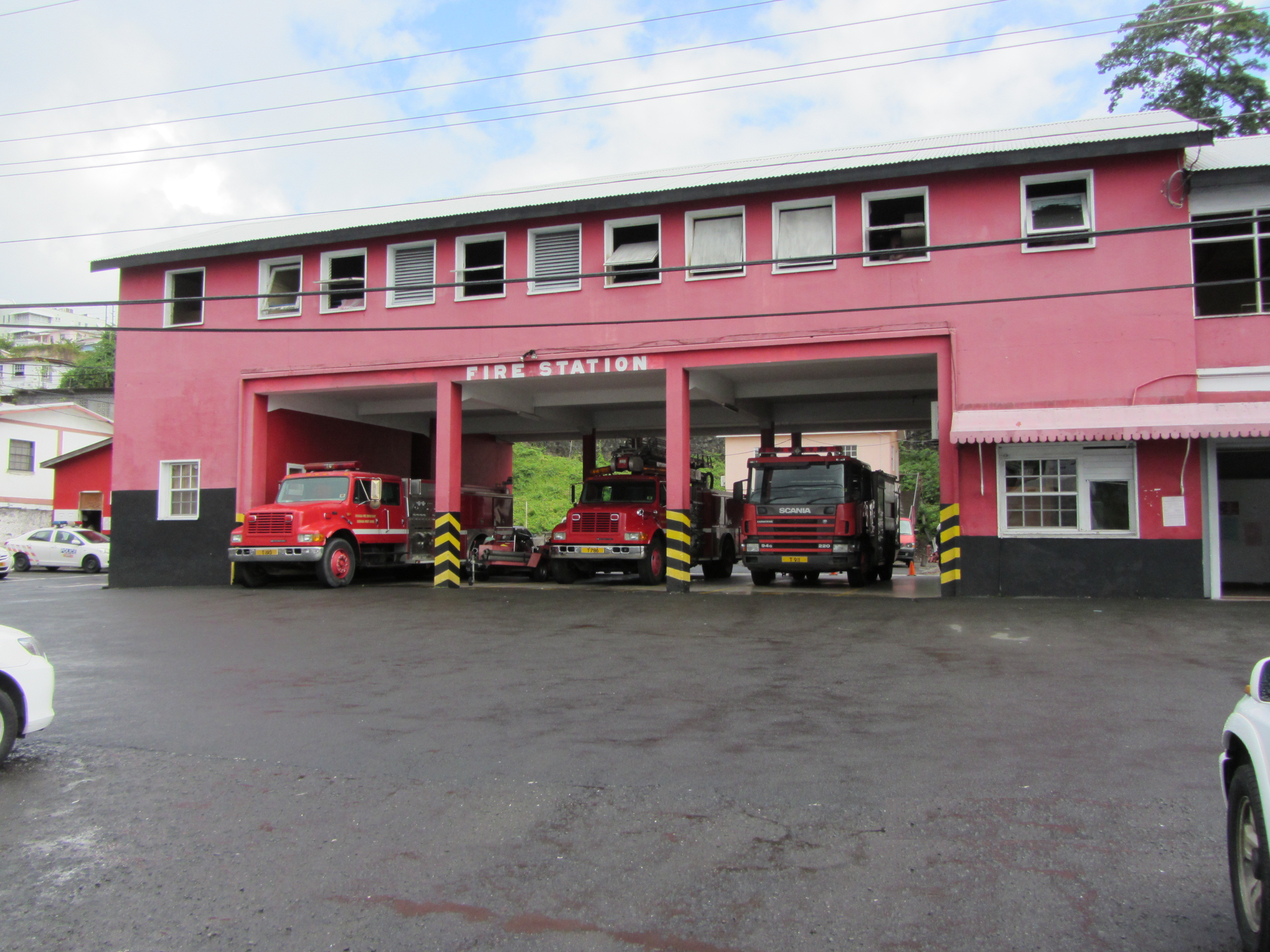
圣乔治消防總局
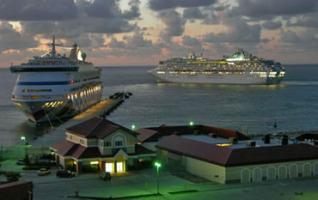
遊輪入港觀光是當地最重要收入
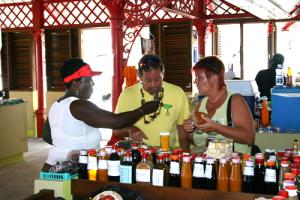
圣乔治的市集
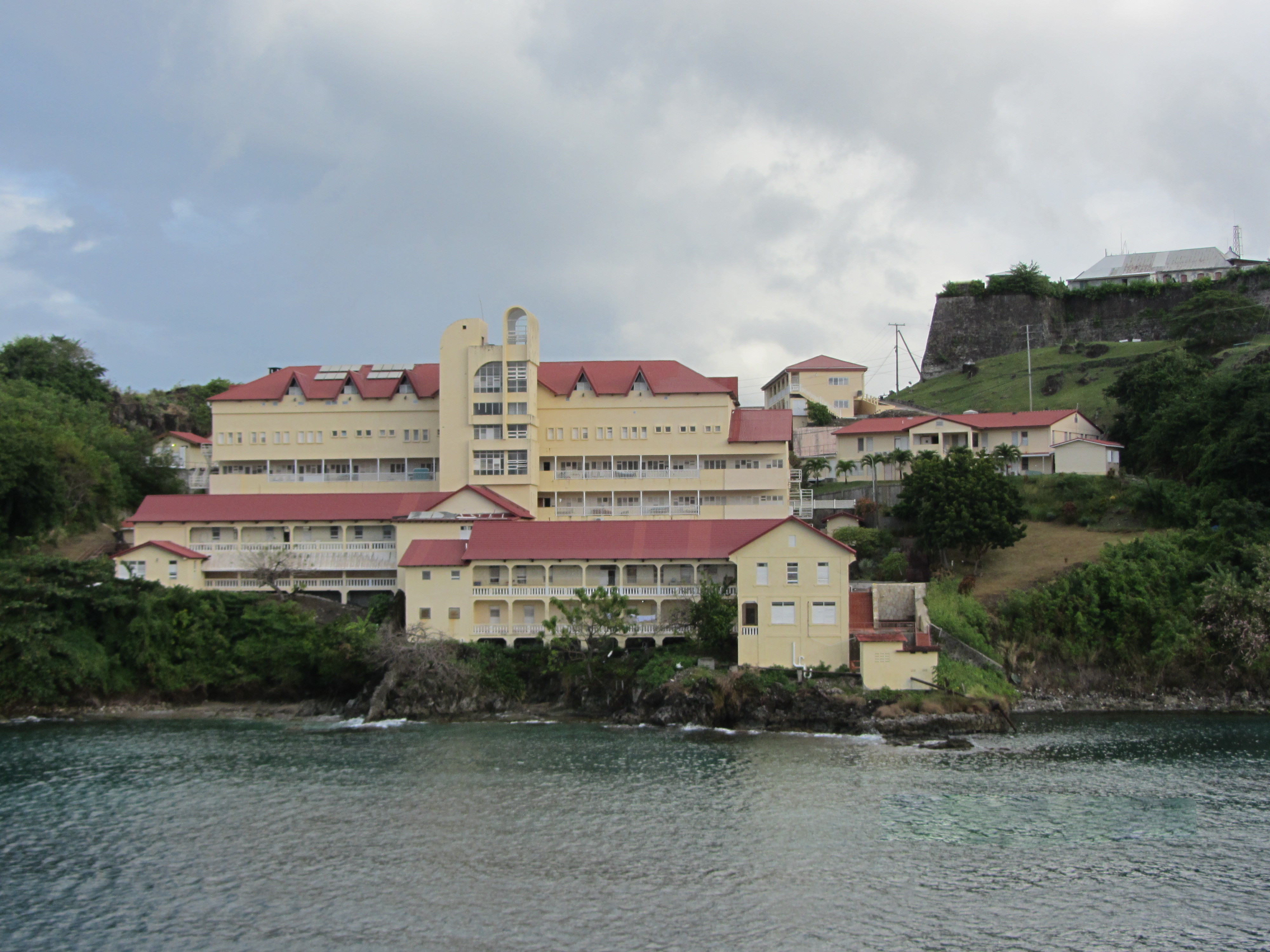
圣乔治醫院和喬治堡（右上）
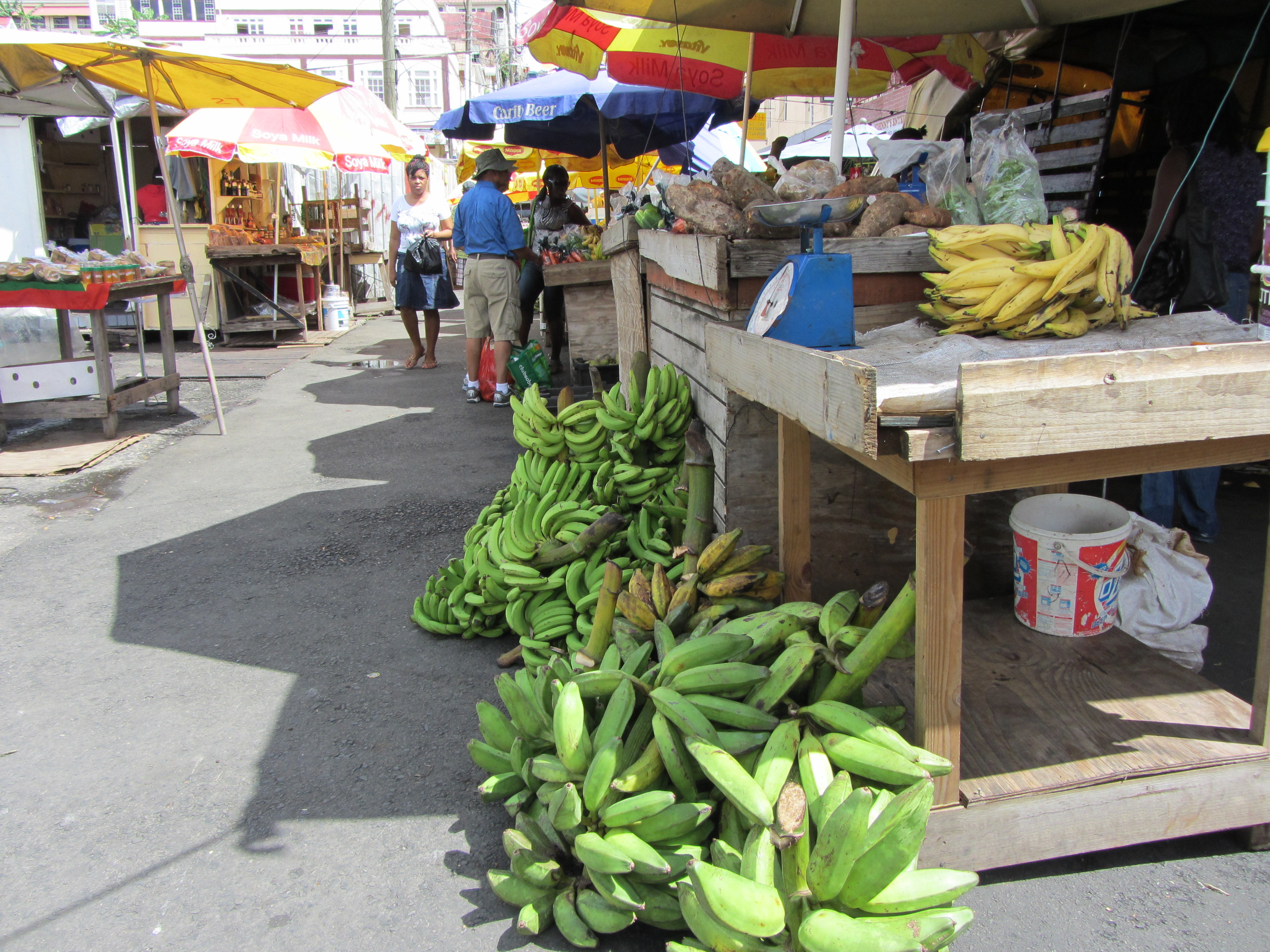
圣乔治的市集
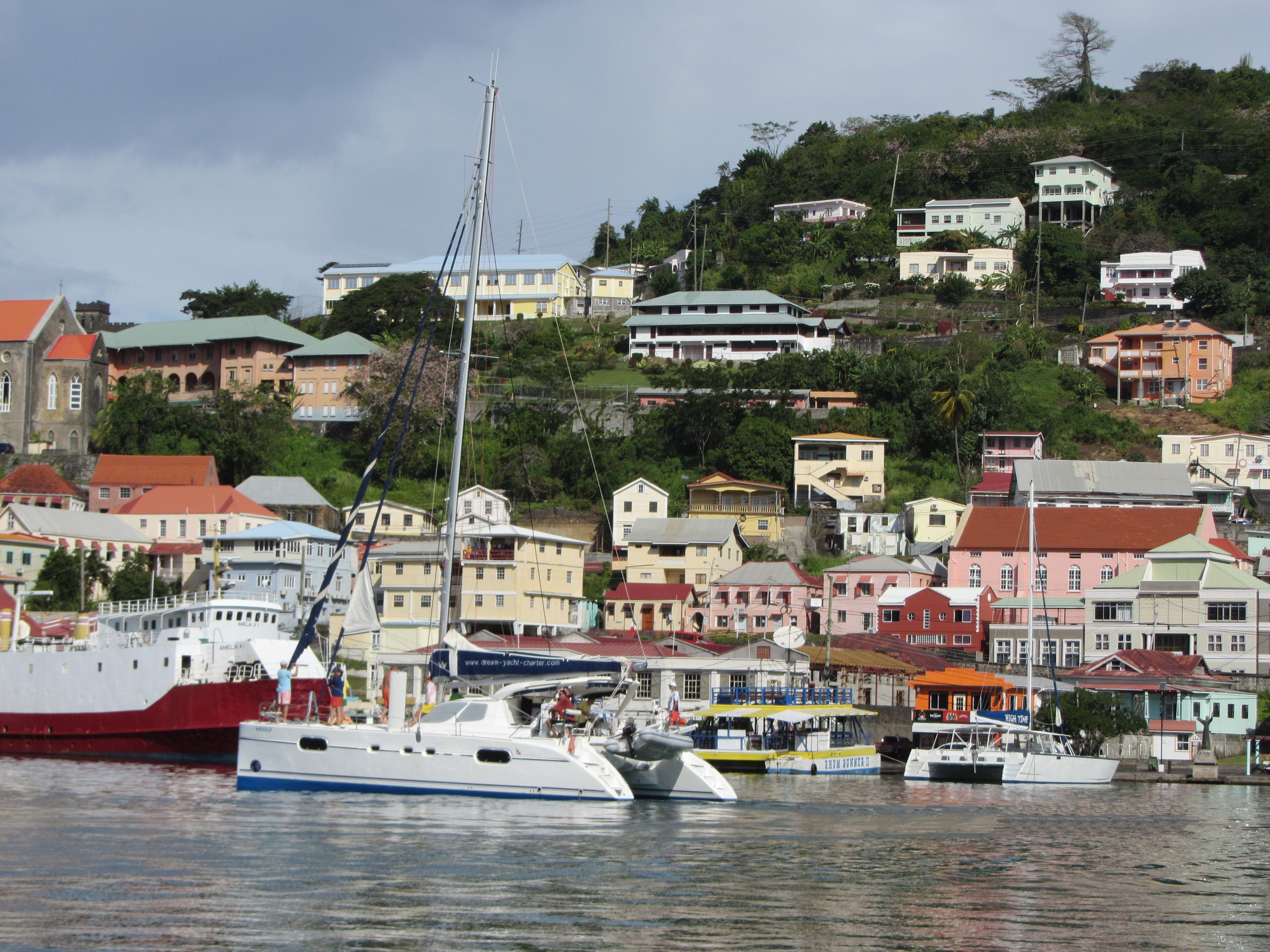
圣乔治一覽
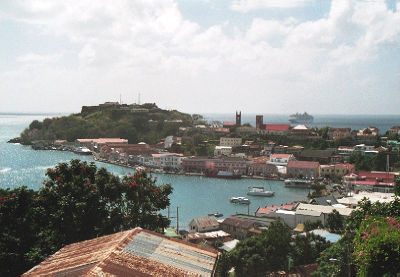
聖喬治一覽
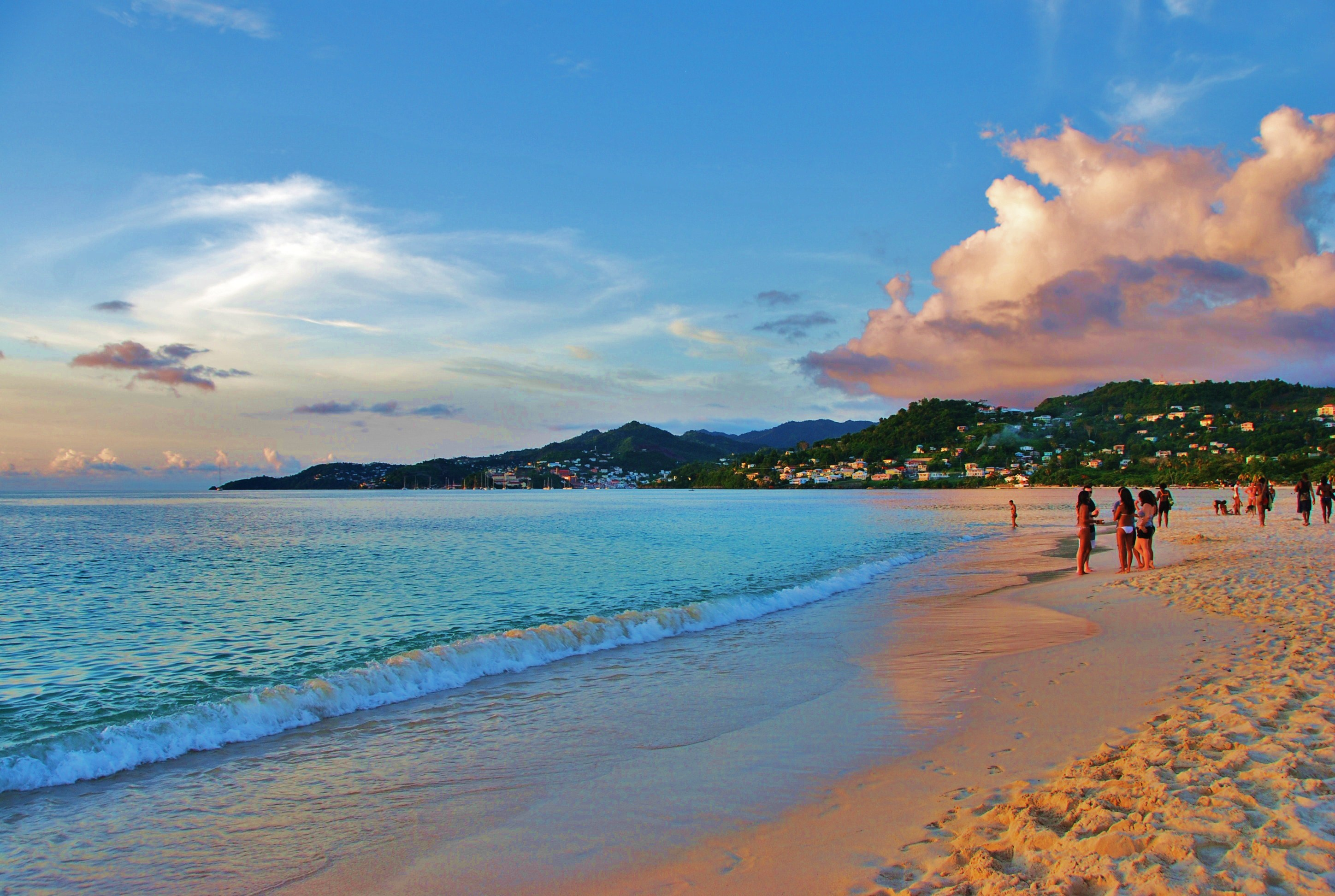
聖喬治的海灘